# ¡De viernes!
¡De viernes! es un programa de televisión español presentado por Santi Acosta y Bea Archidona, dedicado a la crónica social y prensa rosa con entrevistas, exclusivas y tertulias. El formato está producido por Producciones Mandarina para su emisión en el prime time de Telecinco desde el 24 de noviembre de 2023.

## Formato
¡De viernes! es un programa del corazón que aborda la actualidad de la crónica social con entrevistas a famosos, diferentes secciones y tertulias con colaboradores.

## Especiales

### Historia de un chantaje
Especial emitido el miércoles 2 de octubre de 2024, en el que se emiten en exclusiva audios de Bárbara Rey y Juan Carlos I de España con declaraciones de Ángel Cristo Jr. en plató.
- Presentadoresː Bea Archidona y Santi Acosta.
- Protagonistaː Ángel Cristo Jr.
- Colaboradoresː Ángela Portero, José Antonio León, Patricia Pérez, Antonio Montero y Terelu Campos.
- Colaboradores invitadosː Danielle Sánchez (periodista), Javier Chicote (jefe de investigación de ABC), Hugo Arriazu (fotógrafo) y Jenny Llada (examiga de Bárbara).

## Equipo

### Presentadores
| Presentador/a | Información          |      |      |      |
| Presentador/a | Información          | 2023 | 2024 | 2025 |
| ------------- | -------------------- | ---- | ---- | ---- |
| Santi Acosta  | Presentador titular  |      |      |      |
| Bea Archidona | Presentadora titular |      |      |      |

### Colaboradores

#### Entrevistas
| Colaborador/a     | Información                |      |      |      |
| Colaborador/a     | Información                | 2023 | 2024 | 2025 |
| ----------------- | -------------------------- | ---- | ---- | ---- |
| Ángela Portero    | Periodista                 |      |      |      |
| José Antonio León | Periodista                 |      |      |      |
| Antonio Montero   | Periodista                 |      |      |      |
| Patricia Pérez    | Presentadora de televisión |      |      |      |
| Terelu Campos     | Presentadora de televisión |      |      |      |
| Antonio Rossi     | Periodista                 |      |      |      |

#### Debates dereality shows
| Colaborador/a        | Información                                |      |      |      |
| Colaborador/a        | Información                                | 2023 | 2024 | 2025 |
| -------------------- | ------------------------------------------ | ---- | ---- | ---- |
| Aurah Ruiz           | Tronista de MYHYV                          |      |      |      |
| María Jesús Ruiz     | Modelo, Miss España 2004                   |      |      |      |
| Kiko Jiménez         | Tronista de MYHYV                          |      |      |      |
| Olga Moreno          | Exmujer de Antonio David Flores            |      |      |      |
| Carmen Borrego       | Comunicadora e hija de María Teresa Campos |      |      |      |
| Jessica Bueno        | Modelo, Miss Sevilla 2009                  |      |      |      |
| Gloria Camila Ortega | Actriz y comunicadora                      |      |      |      |

#### Anteriores colaboradores
A continuación figura la lista de los colaboradores que han participado anteriormente en el programa ¡De viernes!:
| Colaborador/a         | Información                                           |      |      |      |
| Colaborador/a         | Información                                           | 2023 | 2024 | 2025 |
| --------------------- | ----------------------------------------------------- | ---- | ---- | ---- |
| José Manuel Parada    | Periodista                                            |      |      |      |
| Adriano Silva         | Periodista                                            |      |      |      |
| Patricia Cerezo       | Periodista                                            |      |      |      |
| Patricia Izquierdo    | Periodista                                            |      |      |      |
| Ángel Cristo Jr.      | Hijo de Ángel Cristo y Bárbara Rey                    |      |      |      |
| Rosa Benito           | Excuñada de Rocío Jurado y colaboradora de televisión |      |      |      |
| Abraham García        | Participante de Gandía Shore                          |      |      |      |
| Bosco Martínez-Bordiú | Sobrino de Pocholo Martínez-Bordiú                    |      |      |      |
| Isa Pantoja           | Hija de Isabel Pantoja                                |      |      |      |
| Jonan Wiergo          | Influencer                                            |      |      |      |
| Kike Calleja          | Periodista y colaborador                              |      |      |      |
| Maite Galdeano        | Concursante de reality shows                          |      |      |      |
| Nacho Palau           | Exmarido de Miguel Bosé                               |      |      |      |
| Tony Spina            | Tronista de MYHYV                                     |      |      |      |
| Adara Molinero        | Concursante de Gran Hermano 17                        |      |      |      |
| Raquel Bollo          | Colaboradora de televisión                            |      |      |      |

## Temporadas y audiencias
| Temporada | Estreno                 | Final                | Audiencia    | Audiencia |
| Temporada | Estreno                 | Final                | Espectadores | Cuota     |
| --------- | ----------------------- | -------------------- | ------------ | --------- |
| 1         | 24 de noviembre de 2023 | 30 de agosto de 2024 | 926 000      | 11,7%     |
| 2         | 6 de septiembre de 2024 | 25 de julio de 2025  | 893 000      | 12,1%     |
| 3         | 5 de septiembre de 2025 |                      |              |           |
| Media     | 24 de noviembre de 2023 |                      |              |           |

### Primera temporada (2023-2024)
| N.º | Invitados | Fecha de emisión        | Audiencia                                          |
| --- | --- | ----------------------- | -------------------------------------------------- |
| 1   | Ángel Cristo Jr., Joana Sanz y Karina                                                                                               | 24 de noviembre de 2023 | 1 202 000 (14,0%)                                  |
| 2   | Ángel Cristo Jr. y Nacho Palau | 1 de diciembre de 2023  | 1 129 000 (12,7%)                                  |
| 3   | Ángel Cristo Jr. e Isa Pantoja | 8 de diciembre de 2023  | 1 403 000 (16,3%)                                  |
| 4   | Fran Rivera, Ángel Cristo Jr. e Isa Pantoja                                                                                         | 15 de diciembre de 2023 | 1 098 000 (12,2%)                                  |
| 5   | Fran Rivera y Laura Bozzo | 22 de diciembre de 2023 | 1 138 000 (13,3%)                                  |
| 6   | Alejandro Sancho, Ana Herminia, Jessica Bueno y Luitingo                                                                            | 29 de diciembre de 2023 | 903 000 (10,4%)                                    |
| 7   | Colate Vallejo-Nágera, Julián Contreras Jr., Malena Gracia y Alejandro Sancho                                                       | 5 de enero de 2024      | 1 045 000 (11,9%)                                  |
| 8   | Cándido Conde-Pumpido, Colate Vallejo-Nágera, Valeria Mazza, Olvido Hormigos, Antonio Resines, Fran Perea y Víctor Elías            | 12 de enero de 2024     | 930 000 (10,3%)                                    |
| 9   | Gabriela Guillén, Carlo Costanzia Jr. y Olvido Hormigos                                                                             | 19 de enero de 2024     | 1 155 000 (12,5%)                                  |
| 10  | Carlo Costanzia Jr., Álvaro Muñoz Escassi, Lara Dibildos, Malena Gracia y Paco Arévalo Jr.                                          | 26 de enero de 2024     | 936 000 (10,8%)                                    |
| 11  | Álvaro Muñoz Escassi, María José Suárez, Gabriela Guillén, Jacobo y Gabriela Ostos                                                  | 2 de febrero de 2024    | 893 000 (10,5%)                                    |
| 12  | Yurena, Julián Contreras Jr., Ágatha Ruiz de la Prada, Paco Porras, Tony Genil, Arlequín, Loly Álvarez y Jorge González             | 9 de febrero de 2024    | 754 000 (8,3%)                                     |
| 13  | Alba Muñoz, Elena Tablada, Bruno Vila, Patricia Pérez, Luis Canut y Bibiana Fernández                                               | 16 de febrero de 2024   | 1 057 000 (12,0%)                                  |
| 14  | Candela Acevedo, Arancha del Sol, Verónica Hidalgo, Sheila Casas, Jonan Wiergo y Azúcar Moreno                                      | 23 de febrero de 2024   | 725 000 (9,4%)                                     |
| 15  | Carmen Borrego, Lucía Sánchez, Asraf Beno, Marta Flich, Carlos Lozano, Manu Tenorio y María Isabel                                  | 1 de marzo de 2024      | 856 000 (9,7%)                                     |
| 16  | El Cordobés, Virginia Troconis, Melody, Marisa Jara y Athenea Pérez                                                                 | 8 de marzo de 2024      | 846 000 (9,5%)                                     |
| 17  | Al Bano, Arancha de Benito, Carmen Alcayde, Mayte García y Mala Rodríguez                                                           | 15 de marzo de 2024     | 828 000 (10,2%)                                    |
| 18  | Mayte García, Josema Yuste y Esther Arroyo                                                                                          | 22 de marzo de 2024     | Exprés (22:00-22:50) 924 000 (7,8%)705 000 (10,6%) |
| 19  | Gary Goldsmith, Mari Ángeles Grajal, Jacobo Ostos, Víctor Janeiro, Beatriz Trapote, Ismael Beiro, Ania Iglesias y María José Galera | 29 de marzo de 2024     | 734 000 (9,4%)                                     |
| 20  | Terelu Campos, Makoke Giaever, Lorena Morlote, Jaime Ostos Jr. y Paz Padilla                                                        | 5 de abril de 2024      | 1 050 000 (12,3%)                                  |
| 21  | Carmen Borrego, Terelu Campos, Darling Arrieta, Ana Obregón y Elena Tablada                                                         | 12 de abril de 2024     | 928 000 (10,7%)                                    |
| 22  | Bigote Arrocet, Darling Arrieta, Ana Obregón y Julio Iglesias Jr.                                                                   | 19 de abril de 2024     | 902 000 (10,3%)                                    |
| 23  | Gabriela Arrocet | 26 de abril de 2024     | Exprés 1 130 000 (9,4%)836 000 (11,1%)             |
| 24  | Jacobo Ostos, Jaime Ostos Jr., Ana Herminia, Darling Arrieta y Andy & Lucas                                                         | 3 de mayo de 2024       | 817 000 (9,3%)                                     |
| 25  | Carlo Costanzia Jr., Mayte Zaldívar y el reencuentro de Operación Triunfo 1                                                         | 10 de mayo de 2024      | 895 000 (10,3%)                                    |
| 26  | Rafael Amargo, Jeimy Báez, Mayte Zaldívar y Nebulossa                                                                               | 17 de mayo de 2024      | 754 000 (8,9%)                                     |
| 27  | Jorge Javier Vázquez, Alba Muñoz, Ana Herminia y Shaila Dúrcal                                                                      | 24 de mayo de 2024      | 998 000 (12,2%)                                    |
| 28  | Ángel Cristo Jr., Ana Herminia, Carlo Costanzia y Soraya Arnelas                                                                    | 31 de mayo de 2024      | 941 000 (11,6%)                                    |
| 29  | Ángel Cristo Jr., Dulce Delapiedra, Irma Soriano y Candela Acevedo                                                                  | 7 de junio de 2024      | 993 000 (12,6%)                                    |
| 30  | Aurah Ruiz, Kiko Jiménez, Ángel Cristo Jr., Omar Sánchez y Cristina Tárrega                                                         | 14 de junio de 2024     | Exprés 973 000 (8,9%)747 000 (10,8%)               |
| 31  | Sofía Mazagatos, Terelu Campos, Ángel Cristo Jr., Aurah Ruiz y Pedro García Aguado                                                  | 21 de junio de 2024     | Exprés (22:05-23:30) 932 000 (8,2%)887 000 (12,4%) |
| 32  | Carlo Costanzia, Sofía Mazagatos, Loreto Valverde y Marta Valverde                                                                  | 28 de junio de 2024     | 967 000 (12,5%)                                    |
| 33  | Álvaro Muñoz Escassi, Fayna Bethencourt, Carlos Sobera y Arianna Aragón                                                             | 5 de julio de 2024      | Exprés (22:05-23:30) 985 000 (8,4%)852 000 (14,7%) |
| 34  | María José Suárez y Agustín Bravo                                                                                                   | 12 de julio de 2024     | 1 027 000 (14,5%)                                  |
| 35  | Arantxa del Sol, Ángel Cristo Jr., Martina Benvenutto y Rosa López                                                                  | 19 de julio de 2024     | 849 000 (12,1%)                                    |
| 36  | Elena Tablada, Ana Herminia, Carmen Borrego y Juan Carlos Bernal                                                                    | 26 de julio de 2024     | Exprés (22:05-23:45) 767 000 (7,6%)731 000 (12,9%) |
| 37  | Bigote Arrocet, Marta Peñate, Raquel Mosquera e Isi                                                                                 | 2 de agosto de 2024     | 837 000 (12,7%)                                    |
| 38  | Sofía Suescun, Kiko Jiménez, Makoke Giaever, Nacho Palau y Fernando Esteso                                                          | 9 de agosto de 2024     | 681 000 (11,0%)                                    |
| 39  | Sofía Suescun, Alaska, Mario Vaquerizo, Carlos Latre, Xuso Jones y Leonor Lavado                                                    | 23 de agosto de 2024    | 1 067 000 (16,7%)                                  |
| 40  | Maite Galdeano y Lolita | 30 de agosto de 2024    | 959 000 (16,0%)                                    |

### Segunda temporada (2024-2025)
| N.º | Invitados | Fecha de emisión         | Audiencia                                                |
| --- | --- | ------------------------ | -------------------------------------------------------- |
| 41  | Cristian Suescun, Maite Galdeano, Terelu Campos y Carmen Borrego                                              | 6 de septiembre de 2024  | 963 000 (14,9%)                                          |
| 42  | Kiko Jiménez, Maite Galdeano, Julián Muñoz y Mayte Zaldívar                                                   | 14 de septiembre de 2024 | 910 000 (12,4%)                                          |
| 43  | José María Almoguera y Carmen Borrego                                                                         | 20 de septiembre de 2024 | Exprés (22:15-22:45) 1 331 000 (12,2%)977 000 (14,2%)    |
| 44  | Julián Muñoz (entrevista póstuma)                                                                             | 25 de septiembre de 2024 | 1 195 000 (19,9%)                                        |
| 45  | Ángel Cristo Jr. y José María Almoguera                                                                       | 27 de septiembre de 2024 | Exprés (22:16-22:44) 1 411 000 (13%) 1 148 000 (16,7%)   |
| 46  | Ángel Cristo Jr. y José María Almoguera                                                                       | 14 de octubre de 2024    | Exprés (22:19-22:44) 1 281 000 (11,8%) 974 000 (14,0%)   |
| 47  | Ángel Cristo Jr., Carmen Borrego y José María Almoguera                                                       | 11 de octubre de 2024    | Exprés 1 081 000 (10%) 890 000 (13,1%)                   |
| 48  | Exclusiva de la boda de Ángel Cristo Jr. y Ana Herminia Illas, Isa Pantoja, Jeannette Rodríguez y Carlos Mata | 18 de octubre de 2024    | Exprés 1 384 000 (11,9%) 1 225 000 (17,1%)               |
| 49  | Dulce Delapiedra, Aguasantas Vilches, Pepi Valladares, Ángel Cristo Jr. y Ana Herminia Illas                  | 25 de octubre de 2024    | Exprés (22:18-22:43) 1 386 000 (12,2%) 1 035 000 (14,2%) |
| 50  | Asraf Beno, Manuel Amador, Javier Hungría, Vanessa Bouza, Javier Mouzo y Lolita                               | 1 de noviembre de 2024   | Exprés (22:17-22:44) 1 195 000 (10,2%) 988 000 (13,7%)   |
| 51  | Javier Hungría, Fran Rivera, María José Galera y Vanessa Bouza                                                | 8 de noviembre de 2024   | 911 000 (11,8%)                                          |
| 52  | Asraf Beno, Raquel Bollo y Elena Tablada                                                                      | 15 de noviembre de 2024  | Exprés (22:08-22:40) 863 000 (6,7%) 923 000 (12,3%)      |
| 53  | Isa Pantoja, Aurah Ruiz, Ángel Cristo Jr. y Ana Herminia Illas                                                | 22 de noviembre de 2024  | 1 019 000 (12,9%)                                        |
| 54  | Carlo Costanzia, Elena Tablada, Dulce Delapiedra, Manuel Vulcán y Elsa Mateos                                 | 29 de noviembre de 2024  | 811 000 (10,9%)                                          |
| 55  | Cristian Suescun, Jessica Bueno, Daniela Cano y Laura V. Galera                                               | 6 de diciembre de 2024   | 1 031 000 (13,7%)                                        |
| 56  | Jenny Llada y Maica Benedicto                                                                                 | 13 de diciembre de 2024  | 772 000 (10,1%)                                          |
| 57  | Carlo Costanzia, Gabriela Guillén, Edi Insua y Vanessa Bouza                                                  | 20 de diciembre de 2024  | 779 000 (10,1%)                                          |
| 58  | José María Almoguera, Sofía Suescun, Kiko Jiménez e Ivonne Armant                                             | 27 de diciembre de 2024  | 785 000 (11,1%)                                          |
| 59  | Maite Galdeano, Ángel Cristo Jr. y Makoke                                                                     | 3 de enero de 2025       | 800 000 (9,7%)                                           |
| 60  | Adara Molinero, Ángel Cristo Jr. y Verónica Hidalgo                                                           | 10 de enero de 2025      | 851 000 (10,0%)                                          |
| 61  | Bárbara Rey y Elisa Mouliaá                                                                                   | 17 de enero de 2025      | 875 000 (10,7%)                                          |
| 62  | Ágatha Ruiz de la Prada, Fabiola Martínez, Frank Francés y Elisabeth Reyes                                    | 24 de enero de 2025      | 912 000 (11,3%)                                          |
| 63  | Ana Rosa Quintana, Adara Molinero, Álex Ghita, Carmen Lomana y Claudia Bavel                                  | 31 de enero de 2025      | 816 000 (10,4%)                                          |
| 64  | Rosa Benito, Massiel, Esther Arroyo y Claudia Bavel                                                           | 7 de febrero de 2025     | 876 000 (11,2%)                                          |
| 65  | Massiel, Ágatha Ruiz de la Prada, Fani Carbajo y Christofer Guzmán                                            | 14 de febrero de 2025    | 807 000 (10,1%)                                          |
| 66  | Antonio Díaz-Patón, Jaime Ostos, Jorge Javier Vázquez, Álvaro Muñoz Escassi, María Sánchez y Nua Batle        | 21 de febrero de 2025    | 744 000 (9,6%)                                           |
| 67  | Olga Moreno, Claudia Bavel y José Manuel Saborido                                                             | 28 de febrero de 2025    | 916 000 (11,3%)                                          |
| 68  | José Manuel Saborido, Jessica Bueno y Sandra Barneda                                                          | 7 de marzo de 2025       | 986 000 (12,3%)                                          |
| 69  | Ivonne Reyes, Amador Mohedano y Beatriz Rico                                                                  | 14 de marzo de 2025      | 865 000 (11,2%)                                          |
| 70  | Pepe Navarro, Millán Salcedo, Tadeo Corrales, Sthefany Pérez y Mayeli Díaz                                    | 21 de marzo de 2025      | 869 000 (10,8%)                                          |
| 71  | Terelu Campos, Jota Peleteiro, Jessica Bueno y María Jesús Ruiz                                               | 28 de marzo de 2025      | 968 000 (12,2%)                                          |
| 72  | Jota Peleteiro y Jessica Bueno                                                                                | 4 de abril de 2025       | 999 000 (12,0%)                                          |
| 73  | Gloria Camila Ortega y Miriam Gururzte                                                                        | 11 de abril de 2025      | 894 000 (10,9%)                                          |
| 74  | Gloria Camila Ortega, Rebecca Loos y Gala Carldirola                                                          | 25 de abril de 2025      | 988 000 (12,4%)                                          |
| 74  | Ana María Aldón, Kiko Jiménez y Laura Cuevas                                                                  | 2 de mayo de 2025        | 944 000 (11,6%)                                          |
| 75  | Francisco, Gabriela Guillén y Laura Cuevas                                                                    | 9 de mayo de 2025        | 946 000 (11,7%)                                          |
| 76  | Belén Rodriguez, Jimy Baéz y María José Cantudo                                                               | 16 de mayo de 2025       | 823 000 (10,1%)                                          |
| 77  | Carlos Costanzia y Ángel Cristo Jr.                                                                           | 23 de mayo de 2025       | 898 000 (11,2%)                                          |
| 78  | Yulen Pereira y Alba Muñoz                                                                                    | 30 de mayo de 2025       | 861 000 (11,5%)                                          |
| 79  | Carlos Constanzia, Marta Peñate y Tony Spina                                                                  | 6 de junio de 2025       | 844 000 (11,2%)                                          |
| 80  | Bárbara Rey, Carmen Alcayde, Pelayo Diaz y Makoke                                                             | 13 de junio de 2025      | 836 000 (11,5%)                                          |
| 81  | Ivet Playà, Anita Williams y Marta López                                                                      | 20 de junio de 2025      | 970 000 (13,7%)                                          |
| 82  | Anita Williams y Carmen Alcayde                                                                               | 27 de junio de 2025      | 792 000 (11,5%)                                          |
| 83  | Eugenia Santana                                                                                               | 4 de julio de 2025       | 596 000 (10,3%)                                          |
| 84  | María José Suárez y Pelayo Díaz                                                                               | 11 de julio de 2025      | 663 000 (9,8%)                                           |
| 85  | Nacho Palau, Pipi Estrada y las hermanas de Michu                                                             | 18 de julio de 2025      | 685 000 (7,3%) 762 000 (12,2%)                           |
| 86  | Álvaro Muñoz Escassi y Yurena                                                                                 | 25 de julio de 2025      | 763 000 (12,5%)                                          |

### Especiales
| N.º | Invitados                      | Fecha de emisión        | Audiencia         |
| --- | ------------------------------ | ----------------------- | ----------------- |
| 1   | Lo mejor de ¡De viernes! (I)   | 16 de agosto de 2024    | 512 000 (8,4%)    |
| 2   | Historia de un chantaje        | 2 de octubre de 2024    | 817 000 (13,1%)   |
| 3   | Bárbara Rey, mi verdad (I)     | 9 de diciembre de 2024  | 1 025 000 (16,7%) |
| 4   | Bárbara Rey, mi verdad (II)    | 16 de diciembre de 2024 | 831 000 (13,5%)   |
| 5   | Bárbara Rey, mi verdad (III)   | 23 de diciembre de 2024 | 898 000 (13,3%)   |
| 6   | Lo mejor de ¡De viernes! (II)  | 18 de abril de 2025     | 596 000 (8,3%)    |
| 7   | Lo mejor de ¡De viernes! (III) | 1 de agosto de 2025     | 618 000 (10,1%)   |
| 8   | Lo mejor de ¡De viernes! (IV)  | 8 de agosto de 2025     | 507 000 (8,6%)    |
| 8   | Lo mejor de ¡De viernes! (V)   | 15 de agosto de 2025    | 374 000 (6,3%)    |
| 9   | Lo mejor de ¡De viernes! (VI)  | 22 de agosto de 2025    |                   |
| 10  | Lo mejor de ¡De viernes! (VII) | 29 de agosto de 2025    |                   |

     Líder en su franja de emisión.
     Máximo histórico y líder en su franja de emisión.